# Чайковский, Михал
Михал Чайковский (словац. Michal Čajkovský; род. 6 мая 1992, Скалица, Сеница) — словацкий хоккеист, защитник.

## Клубная карьера
Воспитанник клуба «Слован» (Братислава). В сезоне 2009/10 дебютировал за команду в Словацкой экстралиге, также в этом сезоне выступал за команду «Оранж 20». В сезоне 2010/11 выступал в хоккейной лиге Онтарио за клуб «Кингстон Фронтенакс». С 2011 по 2013 год — игрок «Оттава Сиксти Севенс», другого клуба лиги Онтарио. В сезоне 2013/14 выступал в лиге Восточного побережья за клуб «Рединг Ройалз». По итогам сезона вошёл в символическую сборную лиги.
В сезоне 2014/15 являлся игроком команды Американской хоккейной лиги «Херши Бэрс». В АХЛ сыграл 13 матчей, отметился двумя голевыми передачами. Также выступал в лиге Восточного Побережья за «Саут Каролина Стингрейс». В 2015 году стал игроком пражской «Спарты», выступающей в Чешской экстралиге. В сезоне 2015/16 провёл 61 матч, забросил 10 шайб и отдал 20 голевых передач, завоевал серебряные медали чемпионата Чехии. В одном из самых титулованных хоккейных клубов в истории Чехии он сыграл 68 матчей, в которых набрал 40 очков (18+22) при показателе полезности «+28» и 126 минутах штрафа.
27 ноября 2016 года подписал контракт с командой Континентальной хоккейной лиги «Автомобилистом». За команду из Екатеринбурга провёл 63 матча и набрал 24 результативных очка (12+22), отличился показателем полезности «+9» с заработанными 44 минутами штрафа. Перед началом сезона 2018/19 подписал двусторонний контракт на один год с клубом Национальной хоккейной лиги «Каролина Харрикейнз», но не смог закрепиться в команде и был отправлен в фарм-клуб «Шарлотт Чекерс», где провёл 23 игры, заработал четыре очка (1+3) при результативности «+7».
28 декабря 2018 года в результате обмена на денежную компенсацию с «Автомобилистом», Чайковский вернулся в КХЛ, подписав контракт до 30 апреля 2020 года с московским «Динамо». В сезоне 2018/19 провёл 23 матча и набрал шесть очков (2+4) при показателе полезности «0». 27 мая 2019 года, в результате обмена на денежную компенсацию, вернулся в «Автомобилист». Однако 22 августа 2019 года Чайковский снова был обменян на денежную компенсацию в московское «Динамо» и подписал с клубом контракт на один год. 16 апреля 2020 года продлил контракт с клубом на два года. В составе «Динамо» Чайковский провёл 157 матчей и набрал 73 (26+47) очка.
27 сентября 2021 года, в результате обмена на денежную компенсацию, стал игроком «Сибири», подписав контракт на два года. 30 апреля 2023 года в связи с истечением срока контракта покинул клуб. Всего в составе «Сибири» за два сезона Чайковский провёл 109 матчей, в которых набрал 34 (12+22) очка. 3 мая 2023 года на правах свободного агента заключил контракт на два года с московским «Спартаком». 25 декабря 2023 года был признан лучшим защитником недели КХЛ, набрав три (2+1) очка при показателе полезности «+3», а также заблокировав семь бросков. В сезоне 2023/24 набрал 37 (12+25) очков в 71 матче чемпионата и плей-офф. 2 июня 2024 года заключил со «Спартаком» новый контракт на два года. 1 августа 2025 года был помещён в список отказов. 3 августа 2025 года, после того, как Чайковского не забрал к себе ни один клуб КХЛ, он был направлен в фарм-клуб «Спартака» — воскресенский «Химик». 4 августа 2025 года «Спартак» и Чайковский договорились о расторжении контракта.

## Карьера в сборной
В 2010 году Чайковский дебютировал на чемпионате мира среди юниоров за сборную Словакии (6 игр, 0 очков). В 2012 году выступал за команду на молодёжном чемпионате мира (6 игр, 0 очков). В 2017 году дебютировал за основную сборную Словакии на чемпионате мира. Участвовал в трёх чемпионатах мира (21 игра, 3 гола, 2 голевые передачи) и вызывался на зимние Олимпийские игры в Пхёнчхане (4 игры, 1 голевая передача). С 31 штрафной минутой стал самым недисциплинированным хоккеистом Олимпийских игр 2018. Участвовал на Олимпийских играх 2022 года, где вместо со сборной Словакии стал бронзовым призёром.

## Достижения
Командные
- Серебряный призёр Чешской экстралиги: 2016
- Бронзовый призёр Олимпийских игр: 2022

Личные
- Вхождение в сборную новичков хоккейной лиги Восточного побережья: 2014[4][13]
- Лучший защитник-снайпер Чешской экстралиги: 2016[13]